# آتشفشان هلگافل
آتشفشان هلگافل (به لاتین: Helgafell) یک کوه و آتشفشان در ایسلند است که در جزایر وستمن واقع شده‌است. آتشفشان هلگافل ۲۲۷ متر بالاتر از سطح دریا واقع شده‌است.